# Jordanien i olympiska sommarspelen 1988
Jordanien deltog i de olympiska sommarspelen 1988 med en trupp bestående av tre deltagare, men ingen av landets deltagare erövrade någon medalj.

## Bordtennis
| Spelare       | Gren      | Inledande omgång                     | Åttondelsfinal   | Kvartsfinal      | Semifinal        | Final            |
| ------------- | --------- | ------------------------------------ | ---------------- | ---------------- | ---------------- | ---------------- |
| Jaklein Duqom | Damsingel | 0 vinster, 5 förluster 6:a i gruppen | Gick inte vidare | Gick inte vidare | Gick inte vidare | Gick inte vidare |

## Boxning
| Abidnasir Shabab | Lätt weltervikt | David Kamau (KEN) L RSCH | Gick inte vidare | Gick inte vidare | Gick inte vidare | Gick inte vidare | Gick inte vidare | Gick inte vidare | Gick inte vidare |

## Brottning
Fristil
| Brottare     | Gren              | Inledande omgång                                      | Ställning                | Final             |
| Brottare     | Gren              | Motståndare Poäng                                     | Ställning                | Motståndare Poäng |
| ------------ | ----------------- | ----------------------------------------------------- | ------------------------ | ----------------- |
| Jihad Sharif | Flugvikt, fristil | Mitsuru Sato (JPN) L 0:45 Herbert Tutsch (FRG) L 2:16 | 13:e i grupp 26:a totalt | Gick inte vidare  |

Grekisk-romersk stil
| Brottare       | Gren                           | Inledande omgång                                          | Ställning                 | Final             |
| Brottare       | Gren                           | Motståndare Poäng                                         | Ställning                 | Motståndare Poäng |
| -------------- | ------------------------------ | --------------------------------------------------------- | ------------------------- | ----------------- |
| Muneir Almasri | Lättvikt, grekisk-romersk stil | Aria Grigorakis (GRE) L 1-15 Edmu Ichillimpa (PER) L 1-16 | 6:a i gruppen 12:a totalt | Gick inte vidare  |
| Jihad Sharif   | Flugvikt, grekisk-romersk stil | Hristo Fliev (BUL) L 0-16 Tobor Jankovics (TCH) L         | 4:a i gruppen 7:a totalt  | Gick inte vidare  |

## Bågskytte
| Bågskytt         | Gren                  | Rankningsomgång | Rankningsomgång | Åttondelsfinal   | Åttondelsfinal   | Kvartsfinal      | Kvartsfinal      | Semifinal        | Semifinal        | Final            | Final            |
| Bågskytt         | Gren                  | Poäng           | Placering       | Poäng            | Placering        | Poäng            | Placering        | Poäng            | Placering        | Poäng            | Placering        |
| ---------------- | --------------------- | --------------- | --------------- | ---------------- | ---------------- | ---------------- | ---------------- | ---------------- | ---------------- | ---------------- | ---------------- |
| Eliana Peridakis | Damernas individuella | 1055            | 61              | Gick inte vidare | Gick inte vidare | Gick inte vidare | Gick inte vidare | Gick inte vidare | Gick inte vidare | Gick inte vidare | Gick inte vidare |

## Fäktning
Herrar
| Ali Abuzamia | Herrarnas värja | 0 vinster, 4 förluster 5:a i gruppen, 74:e totalt | Gick inte vidare | Gick inte vidare | Gick inte vidare | Gick inte vidare | Gick inte vidare | Gick inte vidare | Gick inte vidare | Gick inte vidare | Gick inte vidare |